# Tour du Haut-Var 2018
Il Tour du Haut-Var 2018, ufficialmente Tour Cycliste International du Haut-Var, cinquantesima edizione della corsa, valida come prova dell'UCI Europe Tour 2018 categoria 2.1, si svolse in due tappe, dal 17 al 18 febbraio 2018, su un percorso di complessivi 358,5 km con partenza da Le Cannet-des-Maures e arrivo a Flayosc, in Francia. La vittoria fu appannaggio di Jonathan Hivert, che completò il percorso in 9h28'51", alla media di 37,833 km/h, precedendo i connazionali Alexis Vuillermoz e Rudy Molard.
Sul traguardo di Flayosc 75 ciclisti, su 126 partiti, portarono a termine la competizione.

## Tappe
| Tappa  | Data        | Percorso                       | km    | Vincitore di tappa | Leader cl. generale |
| ------ | ----------- | ------------------------------ | ----- | ------------------ | ------------------- |
| 1ª     | 17 febbraio | Le Cannet-des-Maures > Fayence | 169,7 | Jonathan Hivert    | Jonathan Hivert     |
| 2ª     | 18 febbraio | Vidauban > Flayosc             | 188,8 | Jonathan Hivert    | Jonathan Hivert     |
| Totale | Totale      | Totale                         | 358,5 |                    |                     |

## Squadre e corridori partecipanti
| N.    | Cod. | Squadra                      |
| ----- | ---- | ---------------------------- |
| 1-7   | FDJ  | FDJ                          |
| 11-16 | ALM  | AG2R La Mondiale             |
| 21-27 | AST  | Astana Pro Team              |
| 31-37 | FST  | Team Fortuneo-Samsic         |
| 41-47 | VCC  | Vital Concept Cycling Club   |
| 51-57 | TDE  | Direct Énergie               |
| 61-67 | DMP  | Delko Marseille Provence KTM |
| 71-77 | COF  | Cofidis                      |
| 81-87 | WVA  | WB Aqua Protect Veranclassic |

| N.      | Cod. | Squadra                         |
| ------- | ---- | ------------------------------- |
| 91-97   | NIP  | Nippo-Vini Fantini-Europa Ovini |
| 101-107 | WIL  | Wilier Triestina-Selle Italia   |
| 111-117 | EUS  | Euskadi Murias                  |
| 121-127 | RLM  | Roubaix Lille Métropole         |
| 131-137 | AUB  | St Michel - Auber93             |
| 141-147 | PLK  | Polartec-Kometa                 |
| 151-157 | SNE  | Sovac-Natura4Ever               |
| 161-167 | ICA  | Israel Cycling Academy          |
| 171-177 | AMO  | Amore & Vita-Prodir             |

## Dettagli delle tappe

### 1ª tappa
- 17 febbraio: Le Cannet-des-Maures > Fayence - 169,7 km

Risultati
| Pos. | Corridore       | Squadra | Tempo    |
| ---- | --------------- | ------- | -------- |
| 1    | Jonathan Hivert | Direct  | 4h23'57" |
| 2    | Nicola Bagioli  | Nippo   | a 1"     |
| 3    | Samuel Dumoulin | AG2R    | s.t.     |

| Pos. | Corridore       | Squadra | Tempo    |
| ---- | --------------- | ------- | -------- |
| 1    | Jonathan Hivert | Direct  | 4h23'57" |
| 2    | Nicola Bagioli  | Nippo   | a 1"     |
| 3    | Samuel Dumoulin | AG2R    | s.t.     |

### 2ª tappa
- 18 febbraio: Vidauban > Flayosc

Risultati
| Pos. | Corridore         | Squadra | Tempo    |
| ---- | ----------------- | ------- | -------- |
| 1    | Jonathan Hivert   | Direct  | 5h04'54" |
| 2    | Alexis Vuillermoz | AG2R    | s.t      |
| 3    | Rudy Molard       | FDJ     | s.t.     |

| Pos. | Corridore         | Squadra | Tempo    |
| ---- | ----------------- | ------- | -------- |
| 1    | Jonathan Hivert   | Direct  | 9h28'51" |
| 2    | Alexis Vuillermoz | AG2R    | a 1"     |
| 3    | Rudy Molard       | FDJ     | s.t.     |

## Evoluzione delle classifiche
| Tappa              | Vincitore          | Classifica generale Maglia gialla mimosa | Classifica a punti Maglia verde mimosa | Classifica della montagna Maglia rossa mimosa | Classifica dei giovani Maglia bianca mimosa | Classifica a squadre |
| ------------------ | ------------------ | ---------------------------------------- | -------------------------------------- | --------------------------------------------- | ------------------------------------------- | -------------------- |
| 1ª                 | Jonathan Hivert    | Jonathan Hivert                          | Jonathan Hivert                        | Paul Ourselin                                 | Nicola Bagioli                              | FDJ                  |
| 2ª                 | Jonathan Hivert    | Jonathan Hivert                          | Jonathan Hivert                        | Fernando Barceló                              | Valentin Madouas                            | FDJ                  |
| Classifiche finali | Classifiche finali | Jonathan Hivert                          | Jonathan Hivert                        | Fernando Barceló                              | Valentin Madouas                            | FDJ                  |

## Classifiche finali

### Classifica generale
| Pos. | Corridore         | Squadra        | Tempo    |
| ---- | ----------------- | -------------- | -------- |
| 1    | Jonathan Hivert   | Direct Énergie | 9h28'51" |
| 2    | Alexis Vuillermoz | AG2R           | a 1"     |
| 3    | Rudy Molard       | FDJ            | s.t.     |
| 4    | Valentin Madouas  | FDJ            | a 3"     |
| 5    | Thibaut Pinot     | FDJ            | s.t.     |
| 6    | Mauro Finetto     | Delko          | a 13"    |
| 7    | Nicola Bagioli    | Nippo          | a 39"    |
| 8    | Quentin Pacher    | Vital Concept  | s.t.     |
| 9    | Dorian Godon      | Cofidis        | s.t.     |
| 10   | Andrey Grivko     | Astana         | s.t.     |

### Classifica a punti - Maglia verde
| Pos. | Corridore         | Squadra        | Punti |
| ---- | ----------------- | -------------- | ----- |
| 1    | Jonathan Hivert   | Direct Énergie | 50    |
| 2    | Alexis Vuillermoz | AG2R           | 34    |
| 3    | Nicola Bagioli    | Nippo          | 27    |
| 4    | Rudy Molard       | FDJ            | 25    |
| 5    | Quentin Pacher    | Vital C.       | 20    |

### Classifica GPM - Maglia rossa
| Pos. | Corridore           | Squadra        | Punti |
| ---- | ------------------- | -------------- | ----- |
| 1    | Fernando Barceló    | Euskadi Murias | 36    |
| 2    | Evaldas Šiškevičius | Delko          | 24    |
| 3    | Paul Ourselin       | Direct Énergie | 16    |
| 4    | Thibaut Pinot       | FDJ            | 2     |
| 5    | Hubert Dupont       | AG2R           | 2     |

### Classifica giovani- Maglia bianca
| Pos. | Corridore         | Squadra        | Tempo    |
| ---- | ----------------- | -------------- | -------- |
| 1    | Valentin Madouas  | FDJ            | 9h28'54" |
| 2    | Nicola Bagioli    | Nippo          | a 36"    |
| 3    | Dorian Godon      | Cofidis        | s.t.     |
| 4    | M. Á. Ballesteros | Polartec       | a 3"     |
| 5    | Cyril Barthe      | Euskadi Murias | s.t.     |